# نورا گریگوریان (هنرپیشه)
نورا گریگوریان (ارمنی: Նորա Գրիգորյան؛  ۳۰ ژوئیهٔ ۱۹۹۳) یک بازیگر، کارگردان و کارگردان نمایش اهل ارمنستان است. وی از سال میلادی تاکنون مشغول فعالیت بوده است..

## زندگی‌نامه
وی در ۳۰ ژوئیه ۱۹۹۳ در ایروان به دنیا آمد آلکساندر گریگوریان پدر وی می‌باشد. وی از مدرسه موسیقی سایات‌نووا و انستیتو دولتی هنری و نمایشی ایروان فارغ‌التحصیل شد. وی در تئاتر روسی استانیسلاوسکی ایروان و انستیتو دولتی سینما و تئاتر ایروان فعالیت کرده است. وی همچنین برندهٔ جوایزی همچون جوایز آرتاوازد (۲۰۱۴ ،۲۰۱۶ ،۲۰۱۸ و ۲۰۲۱) شده است.

## یادداشت
1. ↑  ՀԹԳՄ «Արտավազդ» մրցանակ